# Sam's Town
| Recensione | Giudizio |
| ---------- | -------- |
| AllMusic   |          |

Sam's Town è il secondo album della band di Las Vegas The Killers, uscito nel 2006. È stato commercializzato a partire dal 2 ottobre nel Regno Unito e dal 3 ottobre negli Stati Uniti. Negli USA, l'album ha esordito al 2º posto, vendendo 315 000 copie nella prima settimana. Ha subito raggiunto la vetta della classifica nel Regno Unito, vendendo più di 260 000 copie in una settimana. Al marzo del 2007, l'album ha venduto in tutto il mondo circa 4 000 000 copie, di cui circa 1 500 000 negli Stati Uniti.
Quest'album ha subìto una notevole influenza del lavoro di Bruce Springsteen e di Tom Petty and the Heartbreakers.

## Tracce

### Edizione standard
1. Sam's Town – 4:05 (Brandon Flowers)
2. Enterlude – 0:49 (Brandon Flowers)
3. When You Were Young – 3:39 (Brandon Flowers, Dave Keuning, Mark Stoermer, Ronnie Vannucci)
4. Bling (Confession of a King) – 4:08 (Brandon Flowers)
5. For Reasons Unknown – 3:32 (Brandon Flowers)
6. Read My Mind – 4:03 (Brandon Flowers, Dave Keuning, Mark Stoermer)
7. Uncle Jonny – 4:25 (Brandon Flowers, Dave Keuning, Mark Stoermer)
8. Bones – 3:46 (Brandon Flowers, Mark Stoermer, Ronnie Vannucci)
9. My List – 4:08 (Brandon Flowers)
10. This River Is Wild – 4:38 (Brandon Flowers, Mark Stoermer)
11. Why Do I Keep Counting? – 4:23 (Brandon Flowers)
12. Exitlude – 2:24 (Brandon Flowers)

### Tracce bonus
1. Where the White Boys Dance – 3:28 (Brandon Flowers, Dave Keuning, Mark Stoermer) – Bonust track in Australia, Irlanda, Giappone, Nuova Zelanda, Regno Unito e Stati Uniti
2. All the Pretty Faces – 4:45 (Brandon Flowers, Dave Keuning, Mark Stoermer, Ronnie Vannucci) – Bonus track in Giappone, Regno Unito e Stati Uniti
3. Daddy's Eyes – 4:13 (Brandon Flowers, Dave Keuning, Mark Stoermer, Ronnie Vannucci) – Bonus track negli Stati Uniti

### Tracce bonus in Francia
In Francia l'album contiene le tracce dell'edizione standard, con l'aggiunta di una versione remix del brano When You Were Young.
1. When You Were Young – 3:58 (Brandon Flowers, Dave Keuning, Mark Stoermer, Ronnie Vannucci) – Jacques Lu Conts Thin White Duke Mix

## Singoli
- When You Were Young, (18 settembre 2006)
- Bones, (27 novembre 2006)
- Read My Mind, (13 febbraio 2007)
- For Reasons Unknown, (6 marzo 2007)

## Formazione
- Brandon Flowers - voce, pianoforte, tastiere, sintetizzatore, basso in For Reasons Unknown
- Dave Keuning - chitarra elettrica, chitarra acustica, cori
- Mark Stoermer - basso, chitarra elettrica in For Reasons Unknown, cori
- Ronnie Vannucci - batteria, percussioni

### Musicisti aggiuntivi
- Tommy Marth - sassofono
- Neeraj Khajanchi - trombone
- Jake Blanton - tromba, tastiere
- Adrina Hanson - archi
- Maryam Haddad - archi
- Tristan Moyer - archi
- Corlene Byrd - cori
- Louis XIV - cori